# جيمي ناش
جيمي نـاش (بالإنجليزية: Jimmy Nash)‏ هو سياسي نيوزلندي، ولد في 27 يوليو 1871 في نيوزيلندا، وتوفي في 24 يوليو 1952 في بالميرستون نورث في نيوزيلندا. حزبياً، نشط في Reform Party (New Zealand) ‏. وقد انتخب عضو مجلس النواب نيوزيلندا.